# Partido Conservador (Venezuela)
El Partido Conservador fue un partido político que existió en Venezuela durante la mayor parte del siglo xix. Fue el partido gobernante desde 1830 hasta 1859. 
El nombre de «conservador» fue dado por los liberales venezolanos a aquellos que apoyaban en su mandato al segundo gobierno de José Antonio Páez. Los liberales también se referían a los conservadores como los «oligarcas» o los «godos». Otras denominaciones recibidas por el Partido Conservador fueron las de «constitucional», «legalista», «civilista» y «ministerial».

## Historia

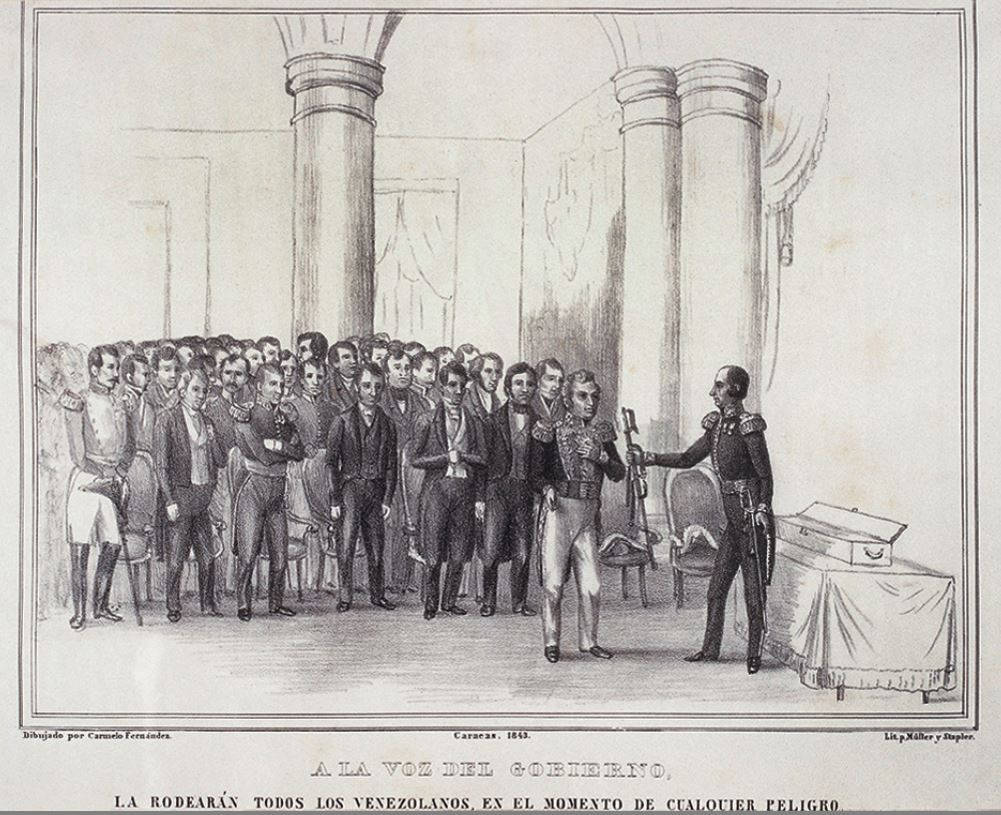
José Antonio Páez al recibir la Espada de Honor de manos de Carlos Soublette en 1843.

Los gobiernos conservadores fueron los de José Antonio Páez (1830 -1834; 1839 – 1843), José María Vargas (1835 - 1836), Andrés Narvarte (1836 – 1837) y Carlos Soublette (1837 – 1839; 1843 – 1847). 
En 1847 Páez impuso como candidato presidencial a José Tadeo Monagas. Monagas es electo presidente de Venezuela por el Congreso (dominado por los conservadores), sin embargo, él termina al final rompiendo con el grupo conservador junto a José María Vargas y Carlos Soublette quienes fueron conservadores de la patria gubernamental.
Después de la Revolución de Marzo de 1858 hecha por los liberales y los conservadores, Julián Castro es designado presidente. Pero la unión de conservadores y liberales se rompe al poco tiempo. Luego del derrocamiento de Castro, los conservadores ponen en el gobierno a Pedro Gual (1859), Manuel Felipe de Tovar (1859 – 1861) y a José Antonio Páez (1861 – 1863). Durante estos años los conservadores se enfrentaron a los liberales en la Guerra Federal.
En 1868 los conservadores, entre ellos Soublette, apoyaron junto a varios miembros del partido liberal la Revolución azul de José Tadeo Monagas. El presidente siguiente, José Ruperto Monagas, fue rodeándose de miembros del partido conservador, lo que ocasionará la Revolución de Abril del liberal Guzmán Blanco en 1870. Luego de la victoria liberal, los conservadores no lograron poner nuevamente a uno de los suyos en la Presidencia. No obstante ellos siguieron estando presentes en la escena política venezolana, ya sea participando en las frecuentes guerras civiles o como funcionarios de varios gobiernos (como fue el caso de Ramón Guerra) hasta finales del siglo XIX. Al final los partidos Conservador y Liberal fueron desapareciendo gradualmente como fuerzas políticas durante las dictaduras de Cipriano Castro y Juan Vicente Gómez. 

## Ideología
En un inicio, los conservadores fueron partidarios de una política económica de tipo liberal manchesteriano. En sus gobiernos promulgaron la Ley sobre libertad de los contratos de 1834 (que autorizaba a los prestamistas a cobrar el tipo de interés que quisieran y el cobro de interés sobre interés) y la Ley de Espera y Quita (que establecía que el deudor debía contar con la aprobación de todos sus acreedores para decretarse el estado de mora). También redujeron las cargas impositivas (como fue el caso de los impuestos a las exportaciones) y garantizaron las libertades de tránsito y de comercio. Sin embargo, posteriormente pensadores conservadores como Fermín Toro —importante defensor del laissez-faire en un principio— se opondrían al liberalismo económico: «La libertad absoluta de industria es el despotismo del individuo sobre la sociedad», escribió Toro en sus Reflexiones sobre la ley del 10 de abril de 1834.

En cuanto al tema religioso los conservadores crearon la Ley de Libertad de Cultos de 1834, eliminaron el diezmo como tributo obligatorio y quitaron el fuero de los sacerdotes. Estas medidas los pusieron en enfrentamiento con la iglesia católica. Laureano Vallenilla Lanz compara a los conservadores con los jacobinos:
«¿Y no ha observado usted que los más furiosos jacobinos se han reclutado entre nosotros en el partido Godo, llamado erróneamente Conservador? ¿No recuerda usted que los hombres dirigentes de 1830, fueron los más radicales que han existido en Venezuela?»
En el aspecto político defendieron el centralismo en detrimento del federalismo. En Unidad de la patria, el conservador Juan Vicente González decía que la defensa del sistema federal era un «escándalo» y un «crimen», y afirmaba que Venezuela debe «su independencia, su libertad y su progreso» a la unión; así que había que «combatir patrióticamente» la federación que, para González, significaba «el interés privado y el espíritu de anarquía». No obstante, otros conservadores como Fermín Toro defendieron una posición más centro-federal con un gobierno central fuerte aunque con cierta autonomía en las provincias.

## Base social y tendencias
La base social de los conservadores estaba compuesta por caudillos militares, altos funcionarios públicos, prestamistas y comerciantes exportadores e importadores. Varios de ellos pertenecían a los restos de la aristocracia mantuana. Existían dentro del los conservadores dos tendencias: los civilistas que apoyaron gobiernos presididos por civiles, como los de Manuel Felipe de Tovar y Pedro Gual, y los militaristas que promovieron el gobierno del General José Antonio Páez y de Carlos Soublette.

## Presidentes conservadores de Venezuela
- José Antonio Páez (1830 - 1835).
- José María Vargas (1835 - 1836).
- Andrés Narvarte (1836 - 1837).
- Carlos Soublette (1837 - 1839).
- José María Carreño (enero - marzo de 1837).
- Julián Castro Contreras (1858 - 1859).
- Manuel Felipe de Tovar (1859 - 1861).
- Pedro Gual (1858; 1861).